# 水煮

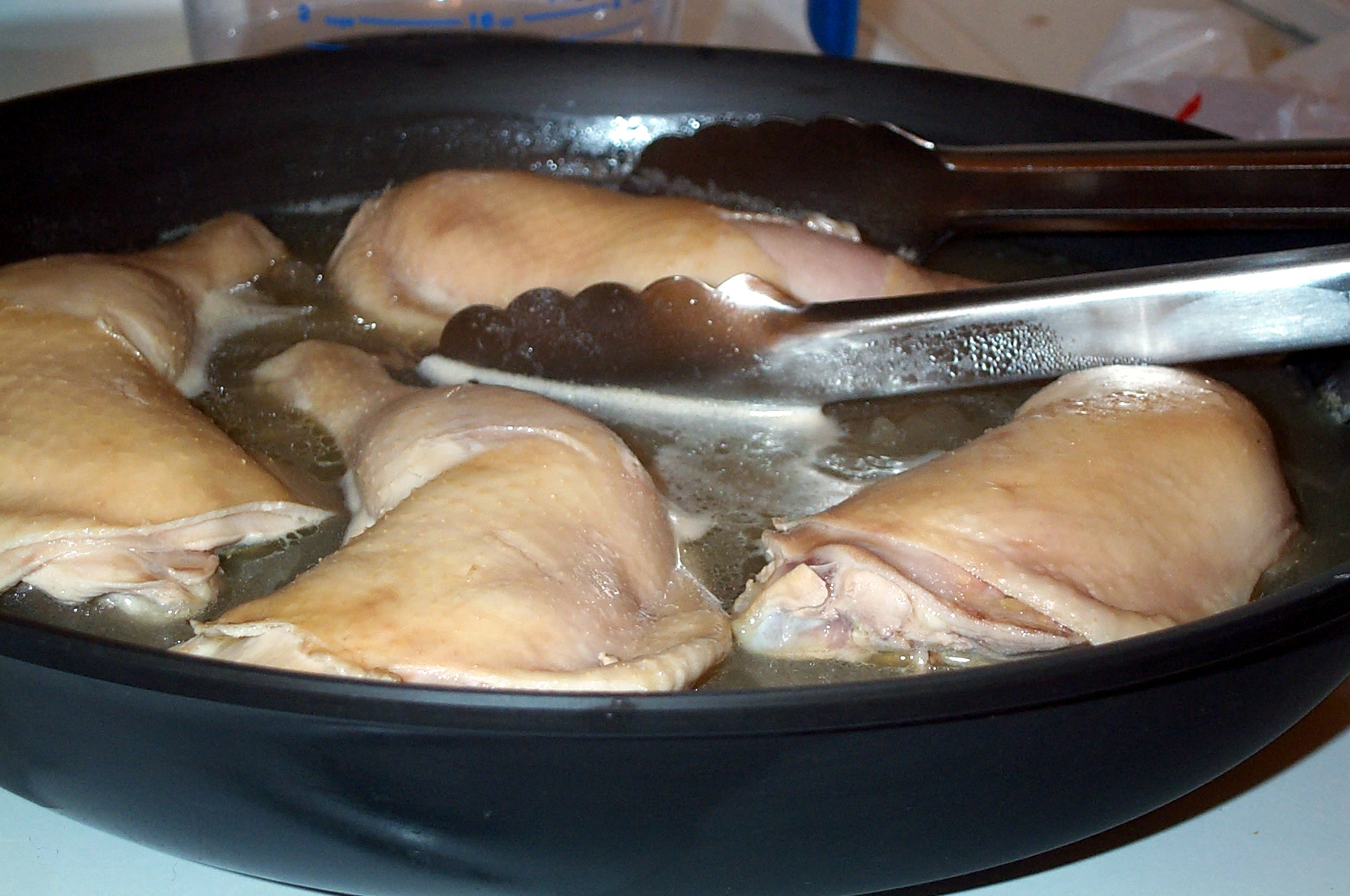
水煮时的食物

水煮是一种湿热烹饪技术，其涉及通过将食物浸没在液体如水、牛奶、浆料或酒中来进行烹饪。与其它“湿热”烹饪方法（例如煨和煮沸）不同，因为它使用相对低的温度（约160-180°F（71-82℃））。这种温度范围使其特别适用于细腻的食物，如鸡蛋，家禽，鱼和水果，这些食物可能会使用其他烹饪方法容易脱落或变干。通常被认为是一种健康的烹饪方法，因为它不使用脂肪来烹饪或调味食物  。

## 料理
水煮是在江西、四川部分地区常见的一种小吃，味道以辣为主也有麻辣的，特点就是一个锅子烧着蔬菜、豆制品以及肉类。在南昌的各种社区小巷都能见到水煮店，其价格低廉而是受当地人喜欢。另外一些水煮店的卫生较差。